# Frank Bidart
Frank Bidart (Bakersfield, 27 de mayo de 1939) es un poeta y académico estadounidense. Obtuvo el premio Pulitzer de Poesía en 2018.

## Biografía
Frank Bidart nació y creció en California. Estudió literatura en la Universidad de Harvard, donde fue alumno y amigo de Robert Lowell y Elizabeth Bishop. Ha sido profesor de literatura angloamericana en el Wellesley College y en la Universidad Brandeis. 
Entre 1973 y 2017 ha publicado diez libros de poesía. En 2007 obtuvo el premio Bollinger Prize, y en 2013 el premio National de poesía por el libro titulado Metaphysical Dog; en 2017 recibió el National Book Award a toda su carrera. Es además ganador del premio Griffin de Poesía y del premio Pulitzer de Poesía, obtenido en 2018 por un libro titulado Half-light.
En 2017 anunció públicamente su homosexualidad.

## Obras
- Golden State (1973)
- The Book of the Body (1977)
- The Sacrifice (1983)
- In the Western Night: Collected Poems 1965–90 (1990)
- Desire (1997)
- Music Like Dirt (2002)
- Star Dust (2005)
- Watching the Spring Festival (2008)
- Metaphysical Dog (2013)
- Half-light: Collected Poems 1965–2016 (2017)